# Яната, Александр Алоизович
Алекса́ндр Алоизович Яна́та (28 мая 1888, Николаев — 3 июня 1938) — украинский агроном и ботаник чешского происхождения. Действительный член АН УССР.

## Биография
По окончании Киевского политехнического института работал агрономом в Крыму и в Харькове. В 1917 году назначен секретарём Украинского Военного Комитета Юго-западного Фронта. С 1928 года — в Киеве, преподавал в университете и был секретарём Украинского Научного Общества и одним из основателей «Украинского ботанического журнала». С 1928 года был учёным секретарём Сельскохозяйственного научного комитета Украины (СХНКУ), руководил его Ботанической Секцией и редактировал «Вестник сельскохозяйственной науки». После ликвидации СХНКУ — профессор сельскохозяйственного института в Харькове, там организовал и возглавлял Институт прикладной ботаники и Институт растениеводства.
В 1933 году был арестован, в 1938 — умер в ссылке на Колыме от «прекращения сердечно-двигательной деятельности». Захоронен на кладбище в пос. 19 км Тенькинской трассы, Магаданской области  Архивная копия от 1 декабря 2013 на Wayback Machine.
Реабилитирован 10 июня 1964 года по ходатайству «Української Радянської енциклопедії» и заступничеству его учеников — профессоров М. Клокова и М. Котова  Архивная копия от 1 декабря 2013 на Wayback Machine.

## Труды
Труды о растительности Южной Украины и Крыма, об украинской ботанической терминологии, автор словаря ботанической терминологии (1928).
С 1938 по конец 60-х приказом Главлита СССР все книги учёного были изъяты из библиотек  Архивная копия от 1 декабря 2013 на Wayback Machine.
Лишь часть трудов Янаты вышла в свет, в частности «Флора Украины» вышла только после его ареста и не под его фамилией (как первый том «Флоры УССР»).